# Aleksander Douglas de Faria
Aleksander Douglas de Faria známý zkráceně jako Aleks nebo Aleksander (20. února 1991, Curitiba, Brazílie) je brazilský fotbalový brankář, od roku 2016 hráč klubu Mirassol FC.

## Klubová kariéra
- Grêmio Foot-Ball Porto Alegrense (mládež)
- Avaí FC (mládež)
- Avaí FC 2010–2015
- →  Clube Recreativo e Atlético Catalano 2013
- →  Nacional Atlético Clube–PR 2015
- Mirassol FC 2016–

## Reprezentační kariéra
Byl členem kádru brazilské reprezentace U20 na Mistrovství světa hráčů do 20 let 2011 v Kolumbii, kde Brazílie získala titul po finálové výhře 3:2 v prodloužení nad Portugalskem.